# Wieciera
Wieciera (biał. Вецяра; ros. Ветера) – wieś na Białorusi, w obwodzie witebskim, w rejonie dokszyckim, w sielsowiecie Tumiłowicze.

## Historia
W czasach zaborów w granicach Imperium Rosyjskiego.
W dwudziestoleciu międzywojennym wieś leżała w Polsce, w województwie wileńskim, w powiecie dziśnieńskim, do 11 kwietnia 1929 w gminie Dokszyce, następnie w gminie Hołubicze.
Według Powszechnego Spisu Ludności z 1921 roku zamieszkiwało tu 189 osób, 25 było wyznania rzymskokatolickiego, a 164 prawosławnego. Jednocześnie 45 mieszkańców zadeklarowali polską przynależność narodową a 144 białoruską. Były tu 34 budynki mieszkalne. Wykaz miejscowości wyszczególnił wieś i folwark Wieciera. W 1931 wieś zamieszkiwały 174 osoby w 35 domach, a folwark 81 osób w 5 domach.
Miejscowość należała do parafii rzymskokatolickiej i prawosławnej w Dokszycach. Podlegała pod Sąd Grodzki w Dokszycach i Okręgowy w Wilnie; właściwy urząd pocztowy mieścił się w Dokszycach.